# Ангел Јорданеску
Ангел Јорданеску (рум. Anghel Iordănescu; 4. мај 1950) бивши румунски фудбалер и селектор румунске репрезентације. Играо је на позицији нападача. Један од најбољих играча Стеауе Букурешт, имао је развијену технику са лоптом и ефикасан дриблинг. У Румунији је играо само за Стеауу, тиму којем се придружио као младић 1962. године. Шест година касније, дебитовао је за први тим, након чега је први пут наступио за репрезентацију Румуније 1971. године. Током тог периода, постигао је 155 голова и постао најбољи стрелац Стеауе.
Јорданеску је освојио два првенства (1976. и 1978. године) и четири купа Румуније (1970, 1971, 1976. и 1979). Био је најбољи стрелац Дивизије А у сезони 1981-82.
Године 1982. напустио је Румунију и прешао је у ОФИ са Крита у Грчкој. Две године касније вратио се у Стеауу да би постао помоћни тренер клуба. Заједно са Емерихом Јенеијем, тада главним тренером, освојио је шампионат 1985. године и помогао је тиму да тријумфује у Купу европских шампиона 1986. године, играо је у финалу против Барселоне и ушао као замена у 72. минуту.
У лето 1993. заменио је Корнела Динуа на месту селектора Румуније и успео је да одведе екипу на Светско првенство 1994. године. Најбољи наступ Румуније на Светским првенствима управо је био 1994. године, када је дошла до четвртфинала победивши Аргентину, а ту их је зауставила Шведска након бољег извођења једанаестераца. Поднео је оставку 1998. године и затим преузео Грчку, одакле ће бити отпуштен 1999. године, након што се Грчка није квалификовала за Европско првенство 2000.
Године 2007, Јорданеску се повукао из фудбала, а фебруара следеће године постао је члан румунског сената, као члан Социјалдемократске партије. 26. децембра 2011. године постао је независни сенатор, придружио се Националној унији за напредак Румуније. Његов син, Едвард Јорданеску, такође је бивши фудбалер и тренер.
Вратио се фудбалу и по трећи пут предводио репрезентацију Румуније на Европском првенству 2016. године.